# Paweł Kołudzki
Paweł Kołudzki herbu Pomian (zm. 1634) – kanonik gnieźnieńskiej kapituły katedralnej w 1632 roku, kanonik płocki w 1632 roku, kanonik krakowski, sekretarz królewski w 1631 roku, pisarz kancelarii koronnej w latach 1625–1628.
Studiował w Kolegium jezuitów w Kaliszu w 1620 roku.